# Lunoplod

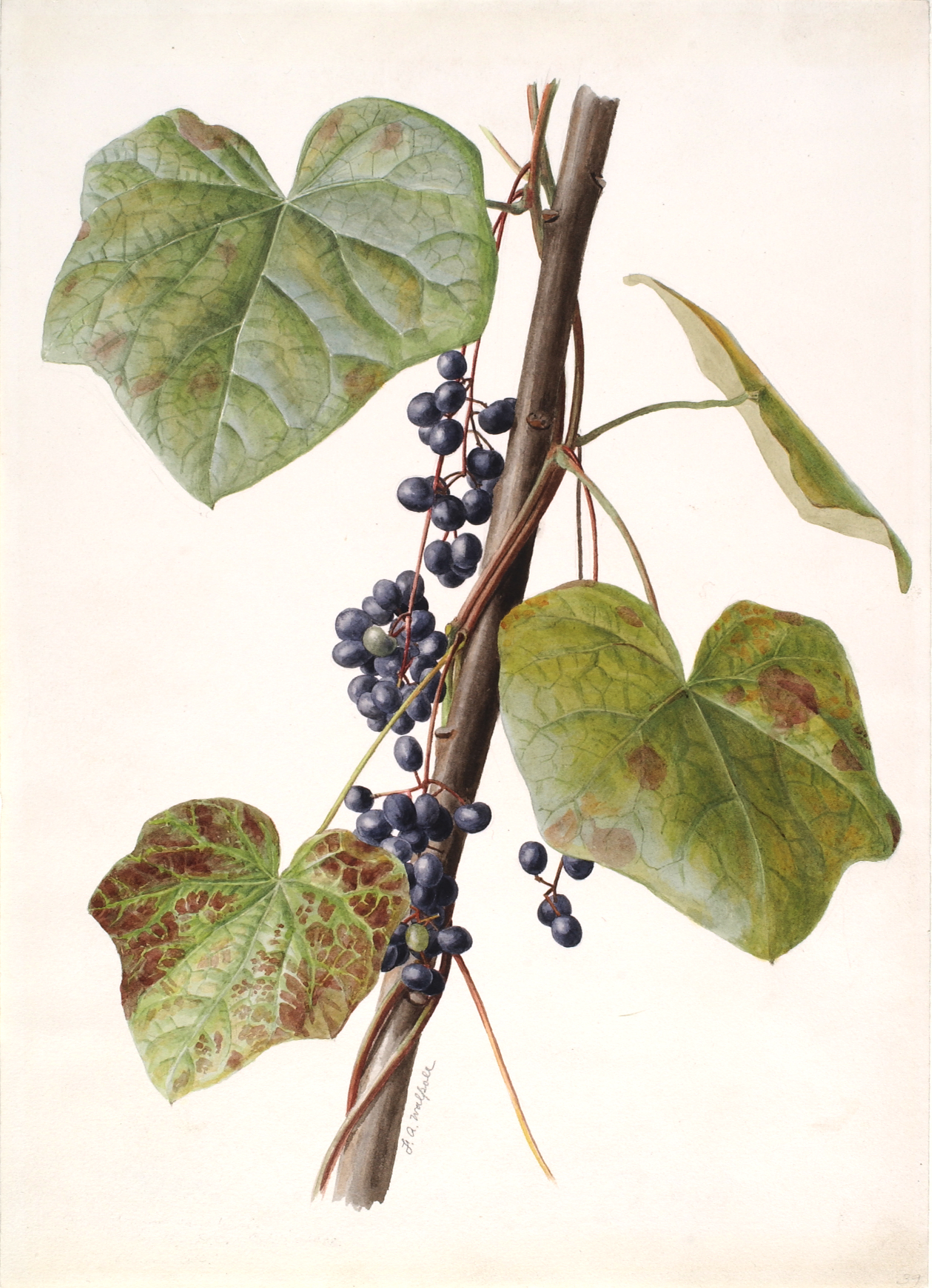
Ilustrace lunoplodu kanadského z roku 1903

Lunoplod (Menispermum) je rod rostlin z čeledi lunoplodovité (Menispermaceae). Jsou to opadavé bylinné liány s jednoduchými střídavými listy s dlanitou žilnatinou a s nenápadnými květy v latovitých květenstvích. Plodem je peckovice s peckou charakteristického půlměsíčitého tvaru, od níž je odvozen i rodový název. Květy jsou opylovány hmyzem, plody rozšiřují zejména ptáci. Rod zahrnuje jen 2 druhy. Lunoplod kanadský se vyskytuje v Severní Americe, lunoplod dahurský v Asii. Lunoplody jsou občas pěstovány jako okrasné rostliny a v minulosti byly využívány v medicíně.

## Popis
Lunoplody jsou ovíjivé, opadavé bylinné liány se zelenými, při vrcholu plstnatými, polodřevnatými stonky, dorůstající délky až 5 metrů. Listy jsou střídavé, jednoduché, štítnaté, s dlanitě laločnatou, celokrajnou, na bázi srdčitou čepelí a dlanitou žilnatinou. Květy jsou drobné, jednopohlavné, v úžlabních latovitých květenstvích. Okvětí je nejčastěji šestičetné ve dvou kruzích, počet lístků je však neustálený. Kališních lístků může být 4 až 10, korunních 6 až 8 nebo i více. Kališní lístky jsou dužnaté. Samčí květy obsahují větší počet (12 až 36) volných tyčinek a nejsou v nich patrné zakrnělé zbytky semeníku. V samičích květech jsou 3 (2 až 4) volné pestíky apokarpního gynecea a asi 6 až 9 sterilních staminodií. Každý pestík nese krátkou čnělku zakončenou dlouhou, lehce laločnatou bliznou.
Plodem je kulovitá, modročerná peckovice obsahující jednu lehce zploštělou pecku zaobleně ledvinovitého až široce poloměsíčitého tvaru.

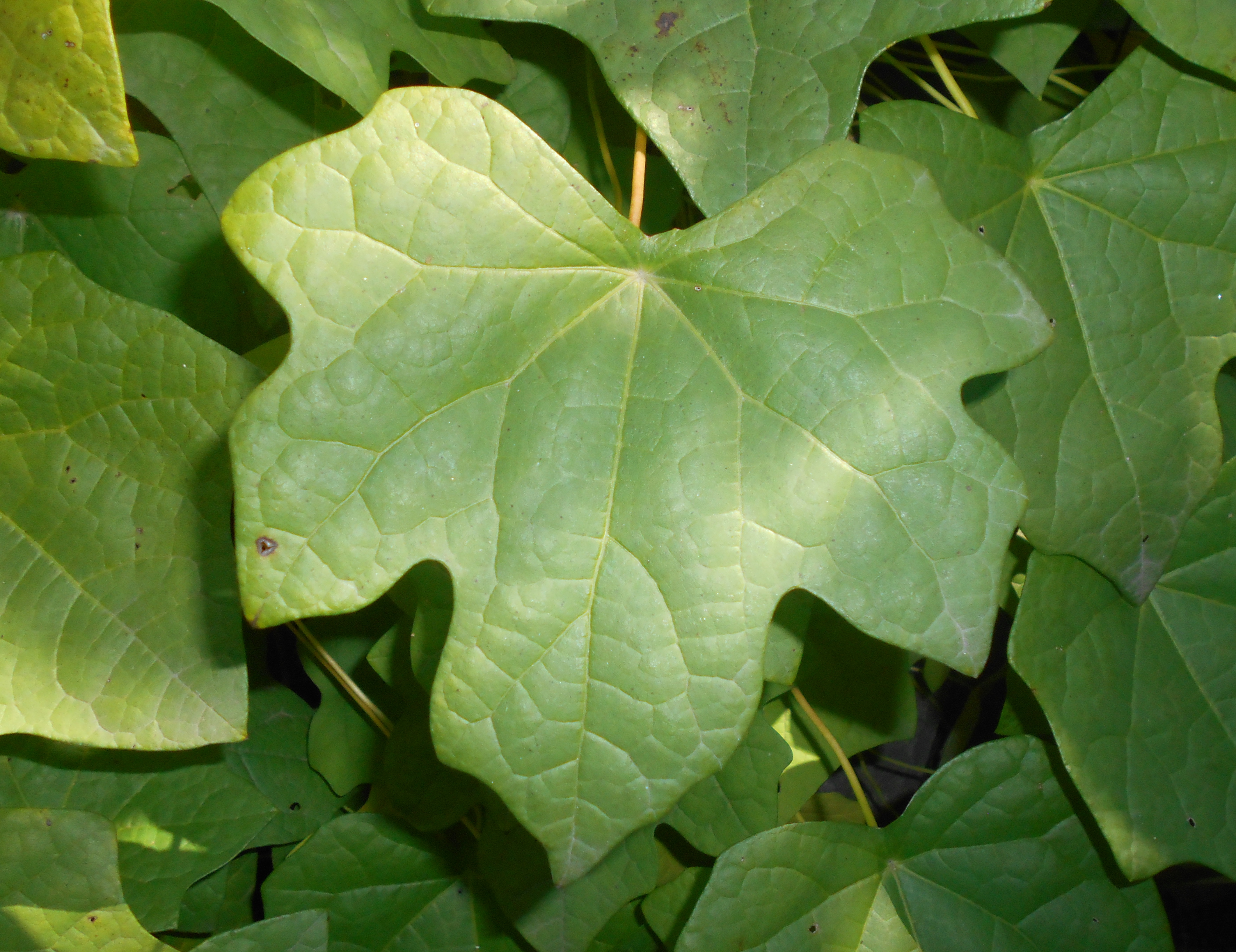
List lunoplodu dahurského
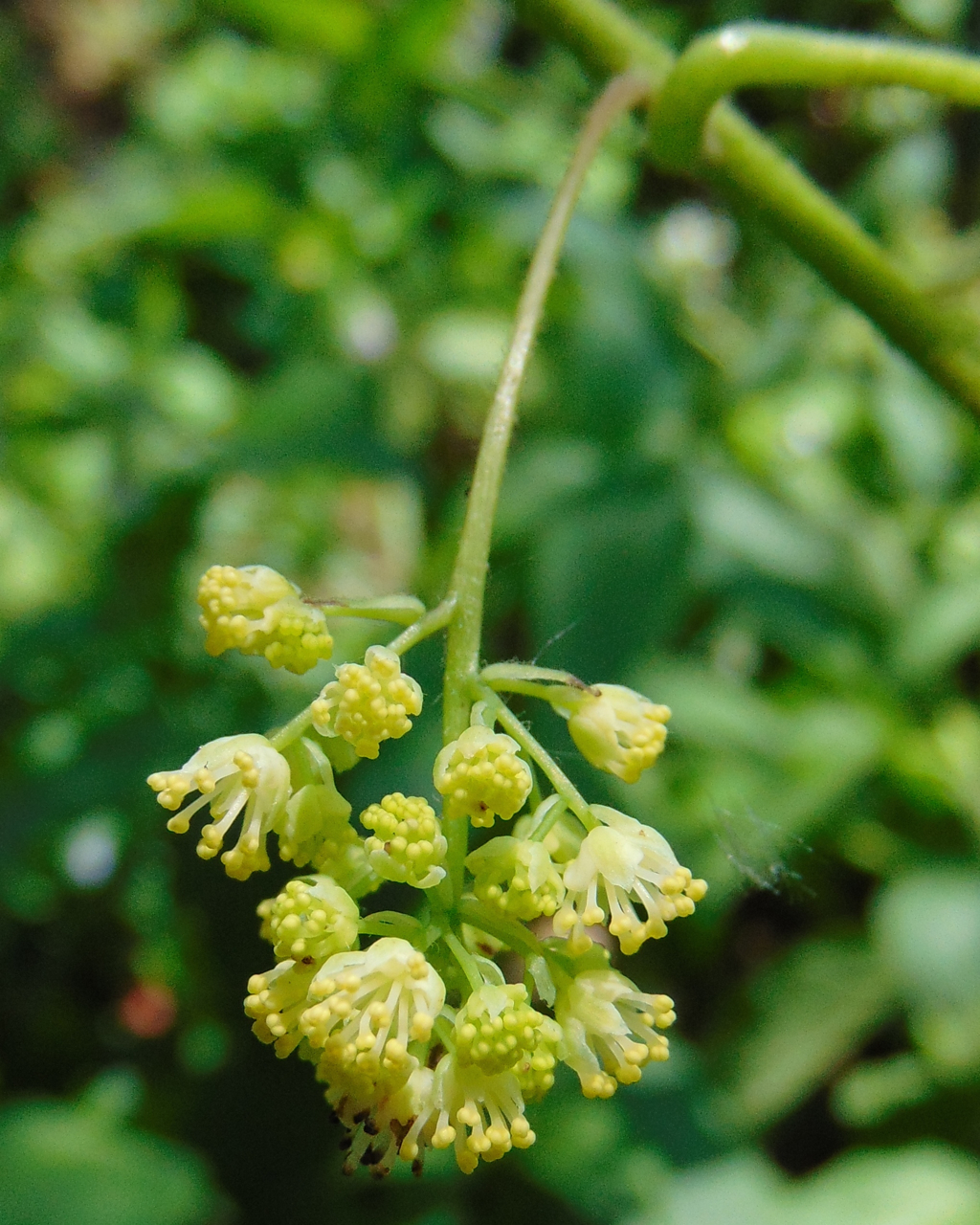
Samčí květenství lunoplodu kanadského
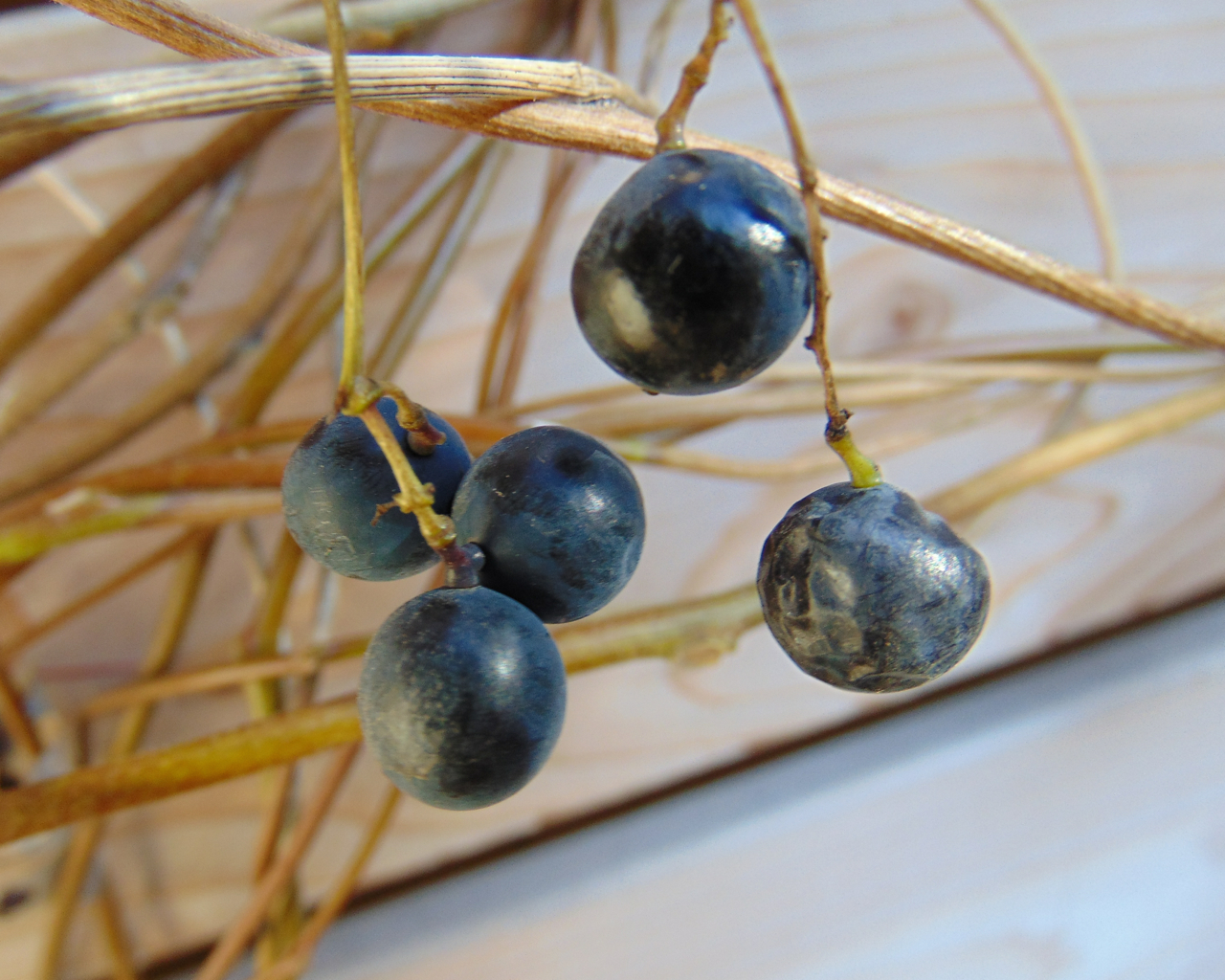
Plody lunoplodu kanadského

## Rozšíření
Rod lunoplod zahrnuje pouze 2 druhy. Lunoplod kanadský je široce rozšířen v téměř celé východní polovině Severní Ameriky a zasahuje i do Mexika. Roste v opadavých lesích a křovinách, podél vodních toků a na skalnatých svazích kopců v nadmořských výškách do 700 metrů.
Lunoplod dahurský se vyskytuje v temperátní Asii v oblasti jižní Sibiře, Ruského Dálného východu, Číny, Japonska a Koreje. Roste ve světlých lesích a křoviskách podél cest do 800 metrů.

## Původ názvu

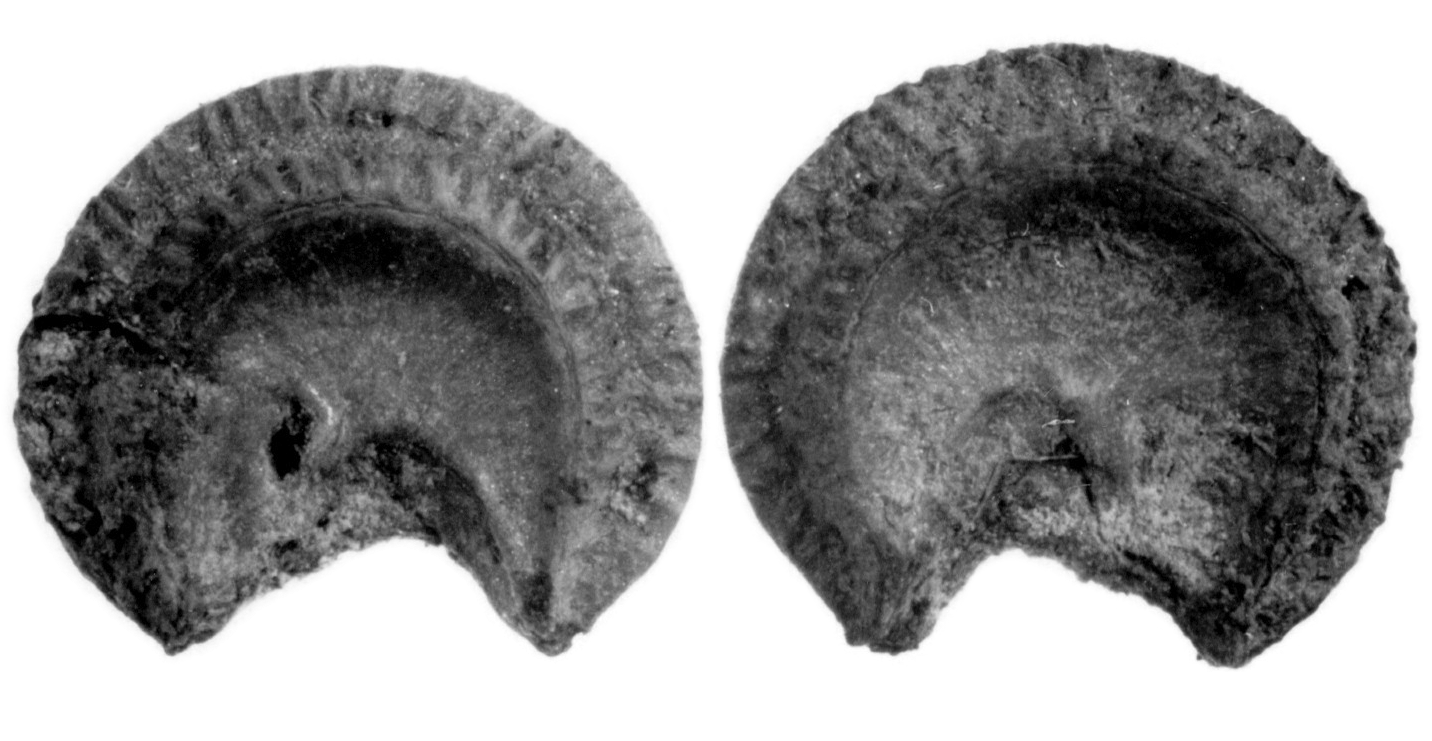
Poloměsíčité pecky z plodů lunoplodu kanadského

Odborný název Menispermum je odvozen od poloměsíčitého tvaru pecek z plodů lunoplodu.
Jeho překladem pak vznikl i název český.

## Ekologické interakce
Drobné, nenápadné květy lunoplodů vytvářejí nektar a jsou opylovány hmyzem, zejména mouchami a drobnějšími druhy včel.
Černě zbarvené plody zůstávají často viset na rostlinách i po opadu listů. Vyhledávají je ptáci, kteří konzumují dužninu a rozšiřují semena.
Lunoplod kanadský je v Severní Americe živnou rostlinou babočky Euptoieta claudia a můry Plusiodonta compressipalpis. V Asii se na listech lunoplodu dahurského živí housenky řady druhů můr z čeledi můrovití.

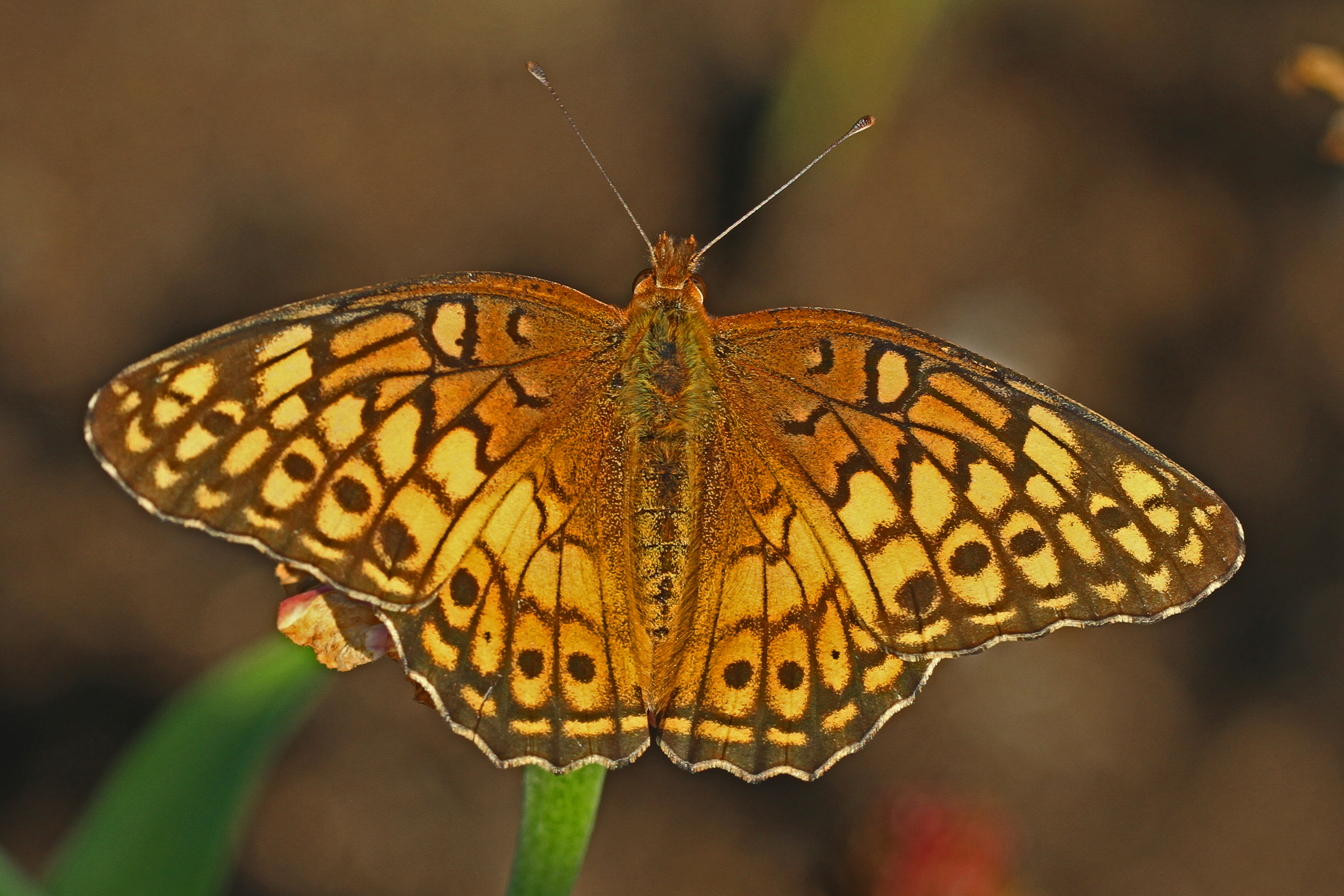
Babočka Euptoieta claudia
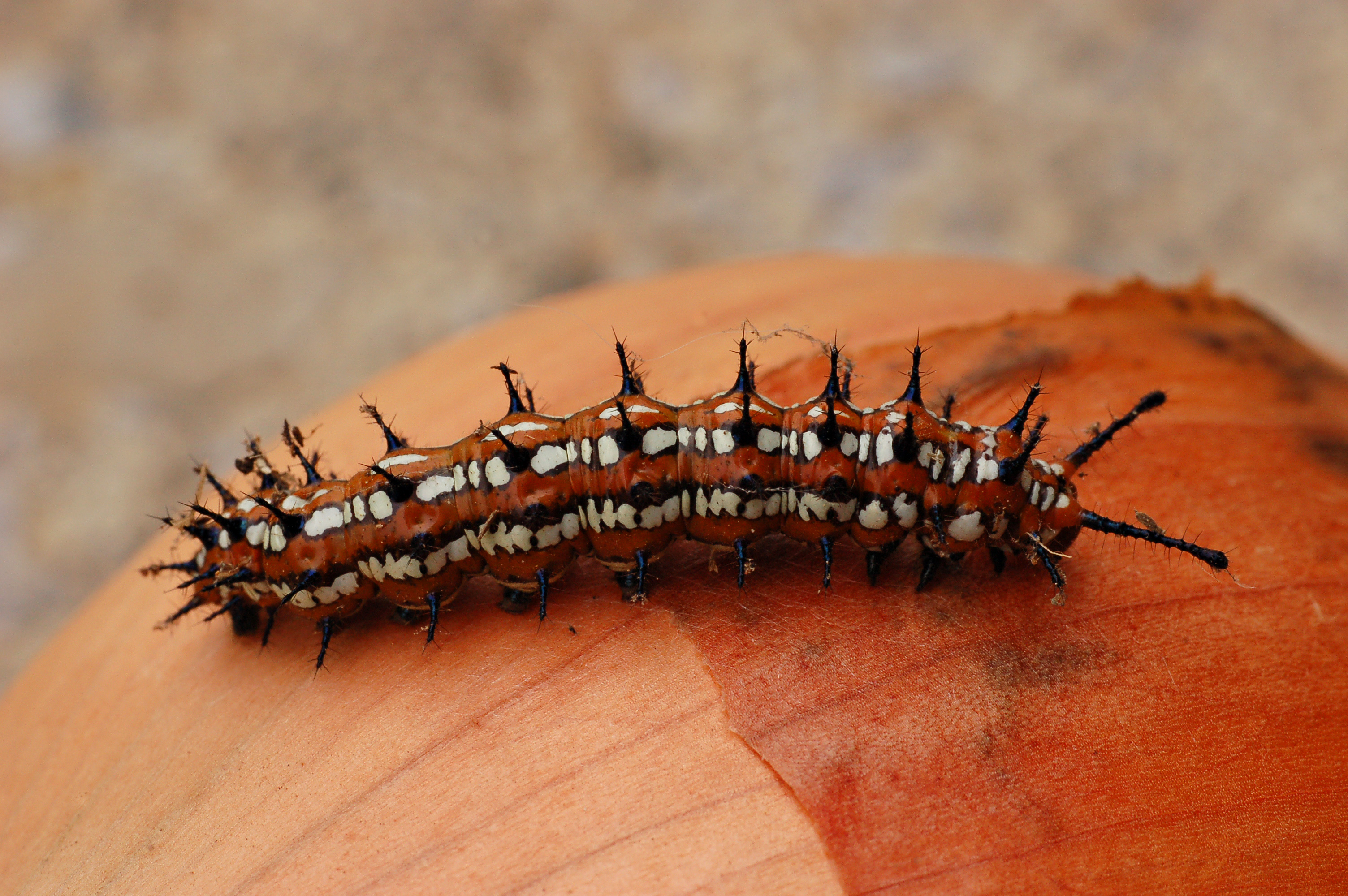
Housenka babočky Euptoieta claudia
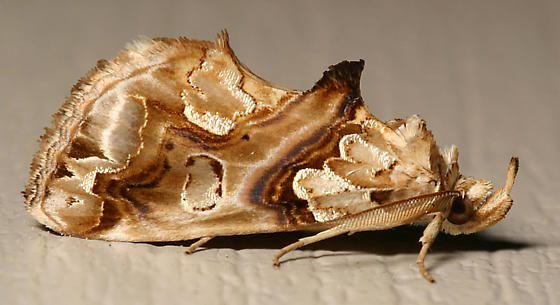
Můra Plusiodonta compressipalpis

## Obsahové látky a jedovatost
Z rostlin rodu lunoplod byla izolována řada alkaloidů různých typů. U lunoplodu dahurského byly zejména v kořenech zjištěny alkaloidy odvozené od bisbenzylisochinolinu (dauricin, dauricinolin, daurikolin, daurinolin a tetrandrin), aporfinu (dauriporfin), oxoisoaporfinu (bianfugecin, bianfugedin, bianfugenin) a fenanthrenu (sinomenin). Dokonce byly zjištěny halogenované alkaloidy (akutumidin, akutuminin, daurikumin, daurikumidin). Lunoplod kanadský je po biochemické stránce méně prozkoumaný. Obsahuje mj. bisbenzylisochinolinové alkaloidy (akutumin, dauricin).
Lunoplody jsou podobně jako četné jiné rostliny z čeledi lunoplodovité jedovaté rostliny. Otravy jsou zřídkavé a dochází k nim nejčastěji po požití modročerných plodů. Hlavní jedovatou látkou v plodech lunoplodu kanadského je alkaloid dauricin. Otrava se projevuje zejména svalovými křečemi. Dauricin inhibuje funkci srdečních draslíkových kanálů, což může vést k srdeční arytmii. Léčení je založeno zejména na důkladném vyčištění trávicího traktu. V případě křečí či srdeční arytmie se podávají odpovídající medikamenty.
V Kanadě byly po požití plodů, které připomínají hroznové víno, zaznamenány i případy úmrtí.

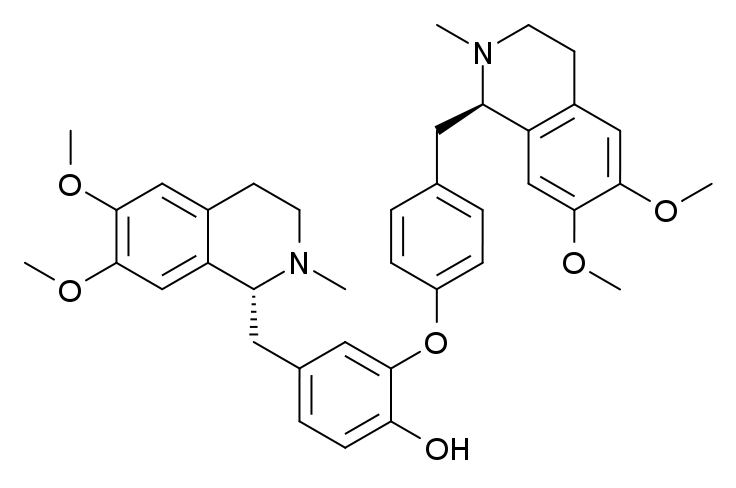
Bisbenzyisochinolinový alkaloid dauricin
Fenanthrenový alkaloid sinomenin

## Taxonomie
Rod Menispermum je v rámci čeledi Menispermaceae řazen do podčeledi Menispermoideae a tribu Menispermeae. Daný tribus obsahuje pouze dva rody, mimo Menispermum je to blízce příbuzný rod Sinomenium, jehož dva druhy se vyskytují v Asii.
V rámci rodu Menispermum bylo popsáno více samostatných druhů (Menispermum chinense ze severní Číny, M. miersii z Ruska, M. mexicanum z Mexika), které však byly ztotožněny s jedním nebo druhým z dnes uznávaných druhů rodu.

## Zástupci
- lunoplod dahurský (Menispermum dauricum)
- lunoplod kanadský (Menispermum canadense)[15]

## Význam
Sytě zelené olistění lunoplodů je poněkud podobné břečťanu a rostliny jsou občas pěstovány jako okrasné liány. Lze se s nimi setkat zejména ve sbírkách botanických zahrad.
Některé severoamerické indiánské kmeny (např. Odžibvejové) používaly lunoplod kanadský při léčení kožních chorob a potížích s trávicím traktem a pohlavním ústrojím. V minulosti byl používán i v konvenčním lékařství jako tonikum a diuretikum.